# Aspidostemon parvifolius
Aspidostemon parvifolius là loài thực vật có hoa trong họ Nguyệt quế. Loài này được George Francis Scott-Elliot mô tả khoa học đầu tiên năm 1891 dưới danh pháp Ravensara parvifolia. Năm 2006, Henk van der Werff chuyển nó sang chi Aspidostemon.